# Ophioplax
Ophioplax is een geslacht van slangsterren uit de familie Ophiochitonidae. De wetenschappelijke naam van het geslacht werd in 1875 voorgesteld door Theodore Lyman. In de protoloog plaatste hij in het geslacht slechts de eveneens nieuw door hem beschreven en benoemde soort Ophioplax ljungmani, die daarmee automatisch de typesoort werd.

## Soorten
- Ophioplax clarimundae Tommasi, 1970
- Ophioplax custos (Koehler, 1897)
- Ophioplax lamellosa Matsumoto, 1915
- Ophioplax ljungmani Lyman, 1875
- Ophioplax melite A.H. Clark, 1949
- Ophioplax pardalis H.L. Clark, 1941
- Ophioplax reducta (Koehler, 1907)
- Ophioplax spinulifera H.L. Clark, 1941